# Тихоокеанские игры 2015
15-е Тихоокеанские игры 2015 года прошли с 4 по 18 июля в городе Порт-Морсби, Папуа — Новая Гвинея.

## Выбор страны хозяйки
Пять островных государств южной части Тихого океана подали заявку на возможность размещения Тихоокеанских игр 2015 года:
- Американское Самоа
- Папуа — Новая Гвинея,
- Соломоновы Острова,
- Тонга
- Вануату.

27 сентября 2009 года, на заседании тихоокеанского Совета был избран город Порт-Морсби, Папуа — Новая Гвинея в качестве хозяина игр 2015. Окончательное голосование было 25-22 в пользу Порт-Морсби над Тонгой.

## Страны-участницы
В общей сложности приняли участие 24 страны. Впервые в истории игр были включены сборные команды Австралии и Новой Зеландии. Эти две страны приняли участие в четырех видах спорта: парусный спорт, тхэквондо, тяжелая атлетика и регби.
- Американское Самоа (91)
- Австралия (43)
- Острова Кука (132)
- Фиджи (481)
- Кирибати (86)
- Гуам (148)
- Маршалловы Острова (10)
- Федеративные Штаты Микронезии (44)
- Науру (130)
- Новая Каледония (354)
- Ниуэ (22)
- Новая Зеландия (49)
- Остров Норфолк (13)
- Северные Марианские Острова (26)
- Самоа (405)
- Палау (14)
- Папуа — Новая Гвинея (625)
- Соломоновы Острова (287)
- Французская Полинезия (273)
- Тонга (236)
- Тувалу (101)
- Токелау (1)
- Вануату (161)
- Уоллис и Футуна (64)

В скобках - количество участников от тои или иной страны на играх

## Виды спорта
На играх соревновались в 28 видах спорта.
- Лёгкая атлетика (48)
- Баскетбол (2)
- Пляжный волейбол (2)
- Бодибилдинг (12)
- Бокс (13)
- Крикет (2)
- Хоккей на траве (2)
- Футбол (2)
- Гольф (4)
- Каратэ (15)
- Игра в боулз (8)
- Нетбол (1)
- Каноэ с аутригером
- Пауэрлифтинг (15)
- Регбилиг-9 (1)
- Регби-7
- Парусный спорт (6)
- Стрельба (11)
- Софтбол (1)
- Сквош (7)
- Плавание (42)
- Настольный теннис (11)
- Таэквондо (16)
- Теннис (7)
- Тач-регби (3)
- Триатлон (2)
- Волейбол (2)
- Тяжёлая атлетика (45)

Примечание: число в скобках указывает, сколько комплектов медалей было разыграно в этом виде спорта.

## Медальный зачёт
| Место | Страна                      | Золото | Серебро | Бронза | Всего |
| ----- | --------------------------- | ------ | ------- | ------ | ----- |
| 1     | Папуа — Новая Гвинея        | 88     | 69      | 60     | 217   |
| 2     | Новая Каледония             | 60     | 50      | 56     | 166   |
| 3     | Таити                       | 39     | 34      | 41     | 114   |
| 4     | Фиджи                       | 33     | 45      | 37     | 115   |
| 5     | Самоа                       | 17     | 23      | 11     | 51    |
| 6     | Австралия                   | 16     | 19      | 11     | 46    |
| 7     | Науру                       | 7      | 10      | 5      | 22    |
| 8     | Соломоновы Острова          | 7      | 6       | 15     | 28    |
| 9     | Тонга                       | 7      | 1       | 9      | 17    |
| 10    | Острова Кука                | 6      | 7       | 15     | 28    |
| 11    | Гуам                        | 3      | 3       | 7      | 13    |
| 12    | Кирибати                    | 3      | 1       | 5      | 9     |
| 13    | Американское Самоа          | 3      | 1       | 4      | 8     |
| 14    | Микронезия                  | 3      | 1       | 0      | 4     |
| 15    | Вануату                     | 2      | 8       | 12     | 22    |
| 16    | Остров Норфолк              | 2      | 3       | 2      | 7     |
| 17    | Новая Зеландия              | 1      | 9       | 10     | 20    |
| 18    | Уоллис и Футуна             | 1      | 1       | 5      | 7     |
| 19    | Тувалу                      | 1      | 0       | 3      | 4     |
| 20    | Ниуэ                        | 0      | 1       | 1      | 2     |
| 21    | Палау                       | 0      | 1       | 1      | 2     |
| 22    | Маршалловы Острова          | 0      | 0       | 5      | 5     |
| 23    | Северные Марианские Острова | 0      | 0       | 0      | 0     |
| 23    | Токелау                     | 0      | 0       | 0      | 0     |
| Всего | Всего                       | 299    | 293     | 315    | 907   |